# توشيمي كانو
توشيمي كانّو (冠野智美 كانّو توشيمي) هي ممثلة يابانية ولدت في 23 ديسمبر 1977م في أكاشي، هيوغو.

## أدوارها في الأنمي

### مسلسلات أنمي تلفزيونية
- تايغر آند باني - آنسة فايوليت

## أدوارها في الدبلجة اليابانية
- وقت المغامرة - مارسيلين
- بن 10 - بن تنيسون
- ازدراع - أريأدنى
- آي كارلي - ترودي
- بيتي القبيحة - بيتي
- تعليمات - سكيتر